# اسپرسی کوروناریوم
اسپرسی کوروناریوم (نام علمی: Hedysarum coronarium) مترادف (نام علمی: Sulla coronarium) نام یک گونه از سرده اسپرسی است.

## نگارخانه

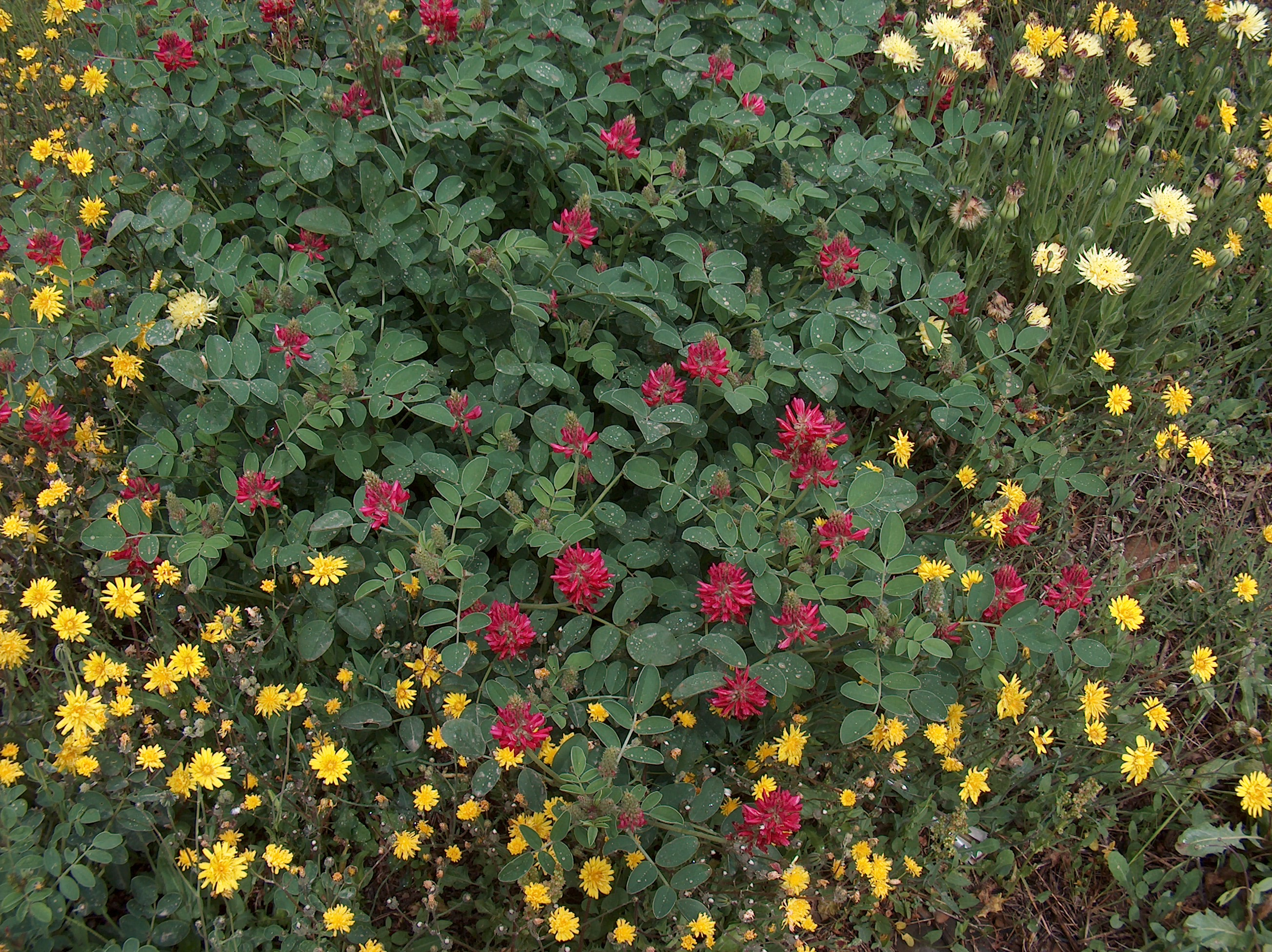
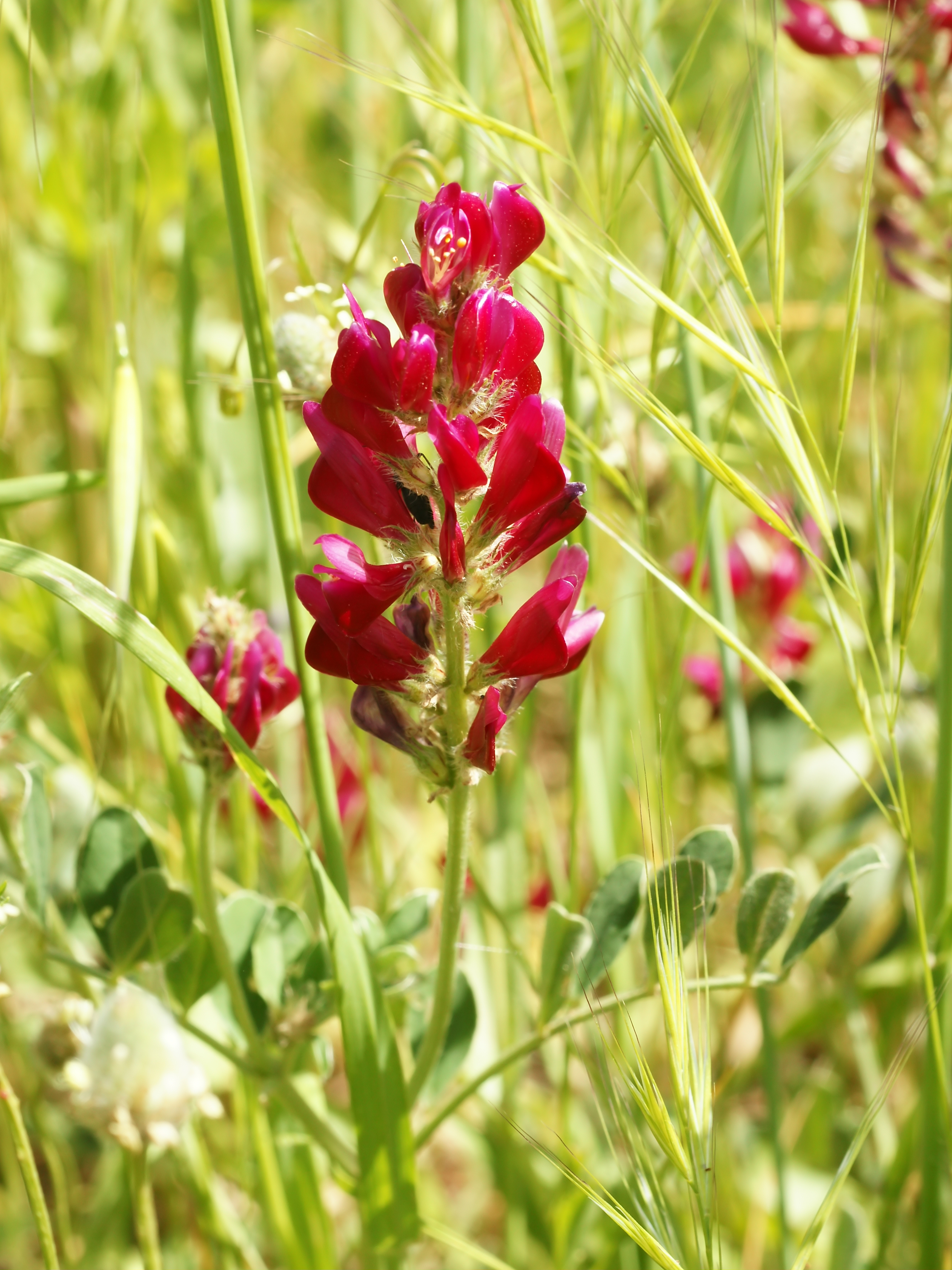
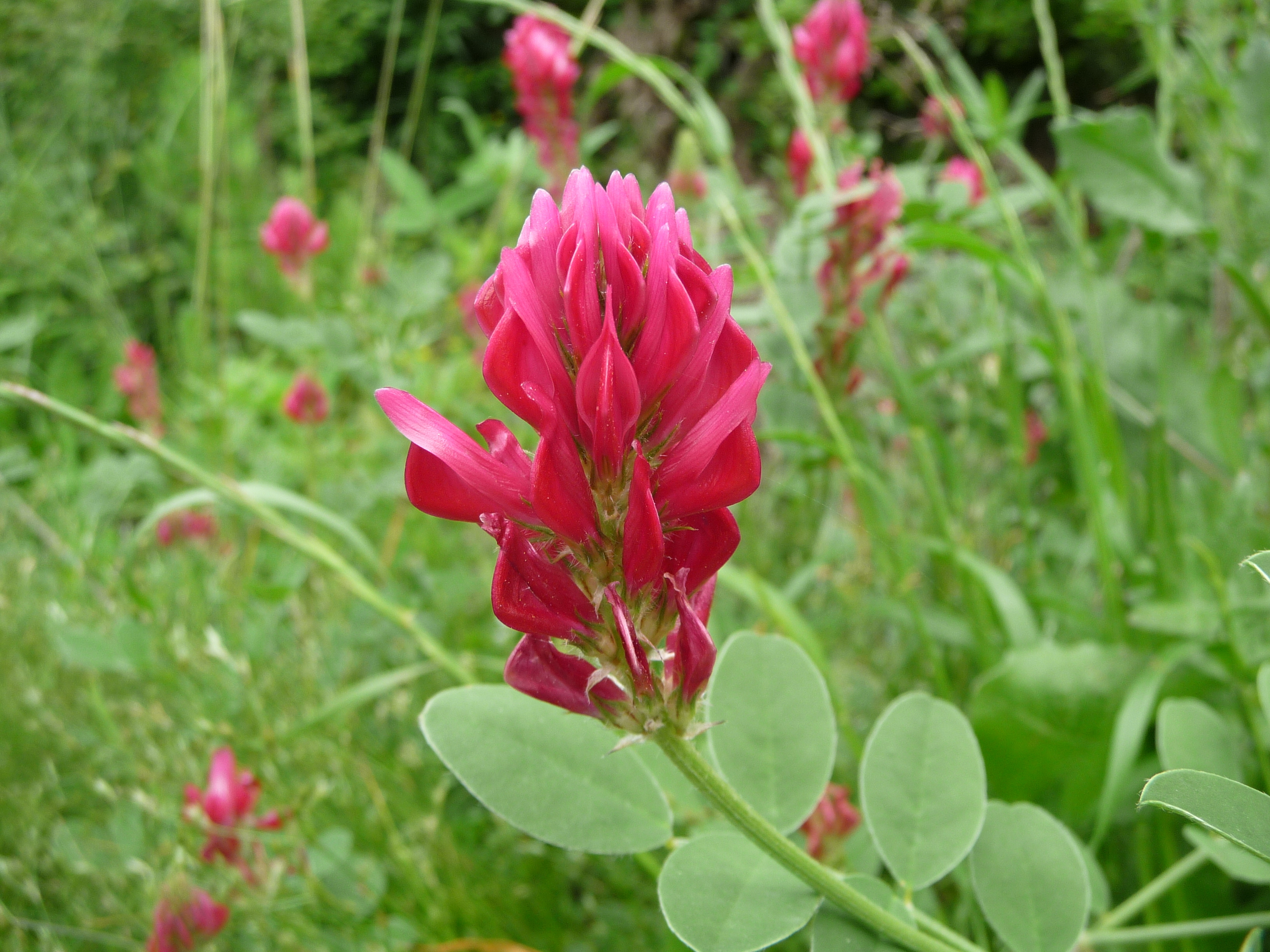
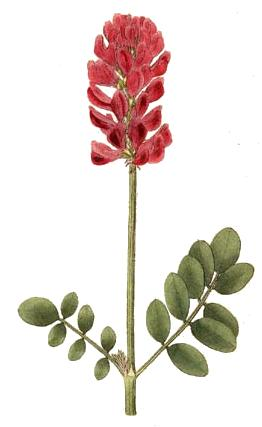
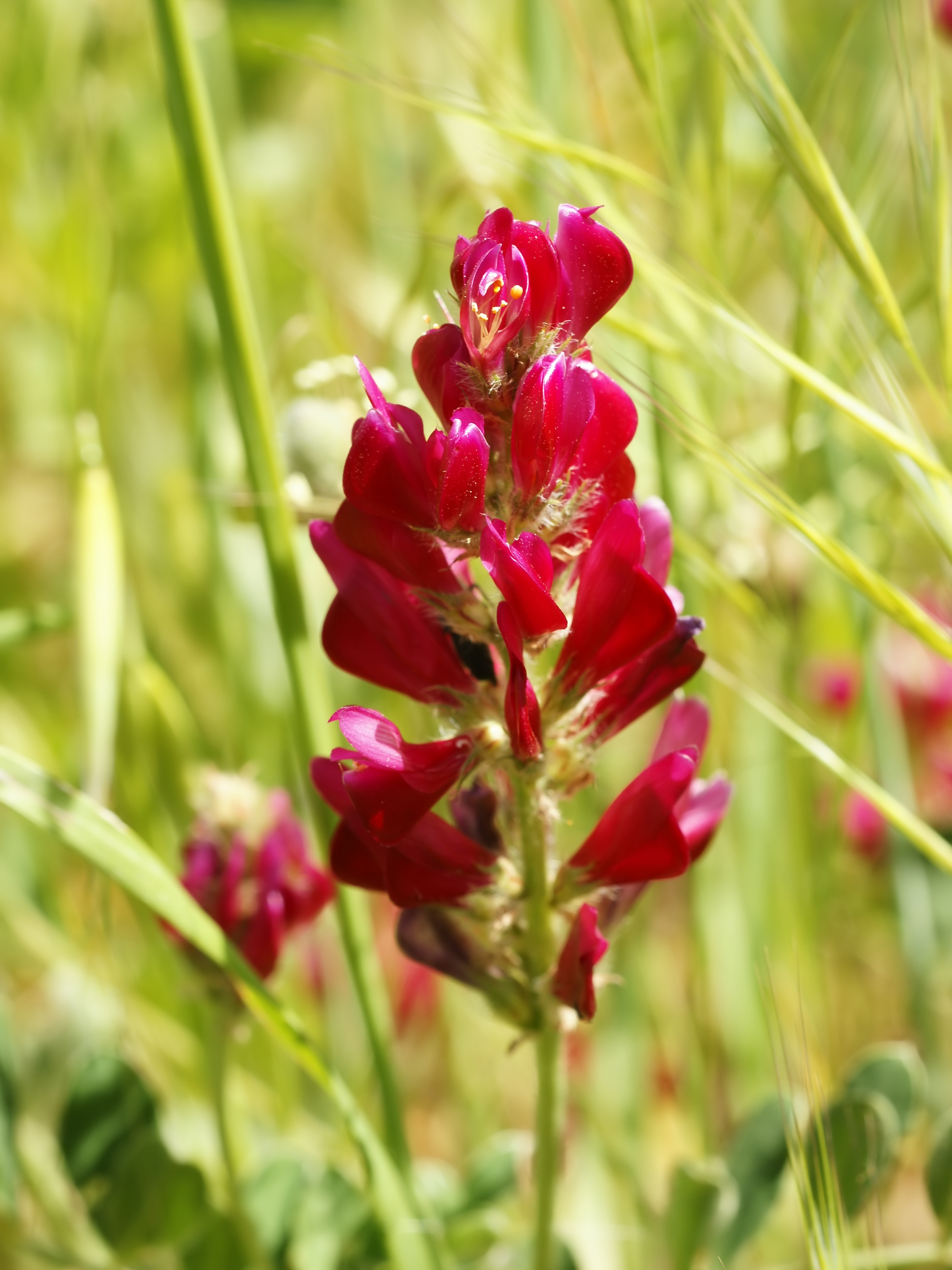
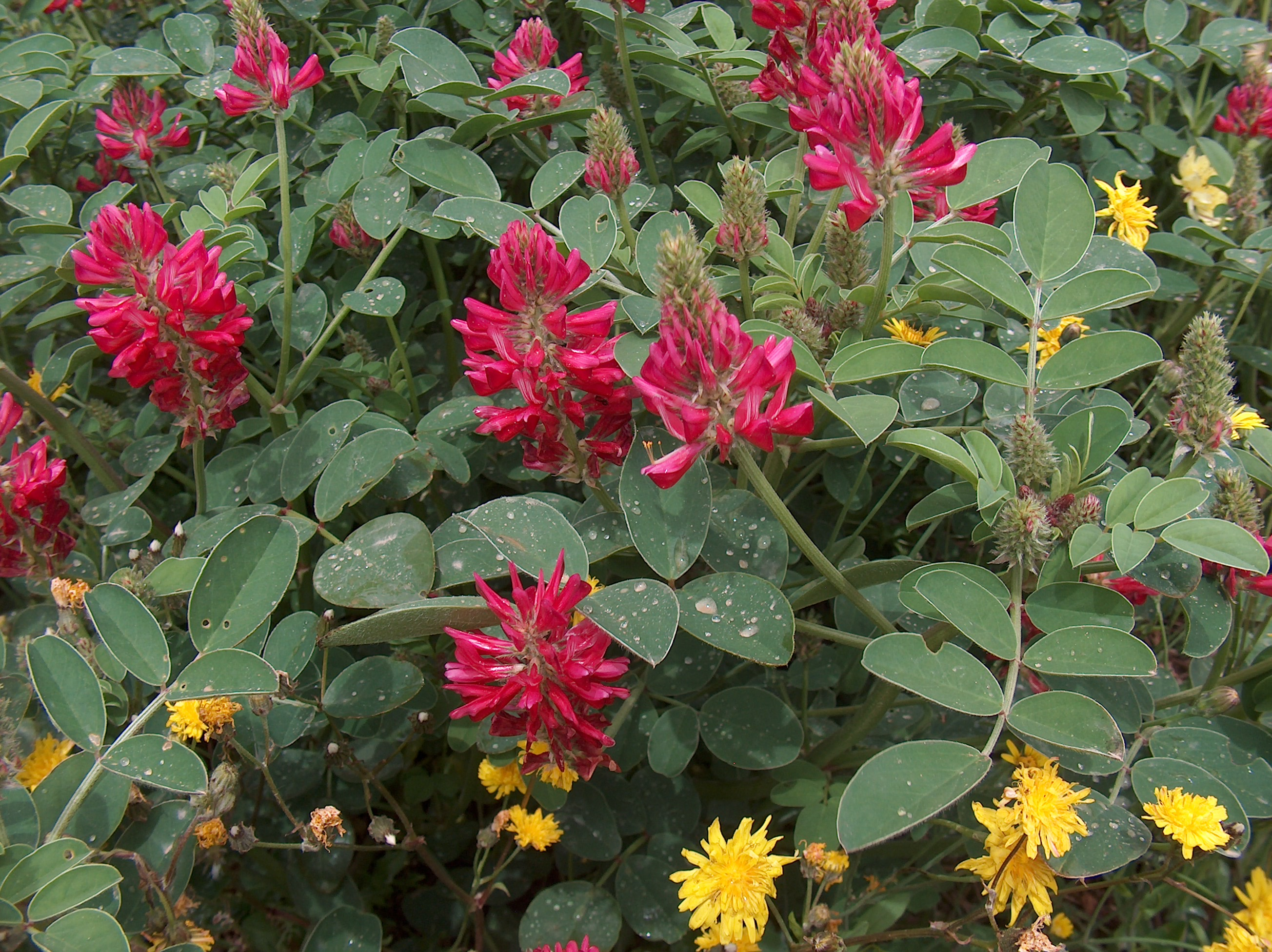